# Klasky Csupo
Klasky Csupo (uitgesproken als "klaskie-tchoepo") is een Amerikaanse multimedia-entertainmentproductiemaatschappij gevestigd in Los Angeles, Californië. Het bedrijf werd opgericht door producent Arlene Klasky en animator Gábor Csupó.

## Geschiedenis
Klasky-Csupo zag het levenslicht in 1982 in een klein achterkamertje van een appartement in Los Angeles waar Klasky en Csupo toen samenwoonden als een getrouwd koppel. Een eerste grote opdracht kwam in 1989, toen zij de eerste drie seizoenen van The Simpsons kregen voorgeschoteld. Nadien nam Film Roman de productie over in 1992. Klasky-Csupo had al eerder de geanimeerde pilootafleveringen gerealiseerd, die gebruikt werden als korte trailers in de toenmalige "Tracey Ullman-Show".
In 1991 begon Klasky-Csupo met de productie van The Rugrats (Ratjetoe), een animatiereeks voor Nickelodeon.
Nadien volgde Duckman, een ander groot televisieproject voor USA Network. Deze reeks ging over de avonturen van de betweterige detectieve-eend Eric Duckman. De serie liep van 1994 tot 1997.
In diezelfde periode bracht Nickelodeon Klasky-Csupo's tweede Nicktoon serie uit, Aaahh!!! Real Monsters. Rond deze periode eindigde Klasky-Csupo de productie van The Rugrats. later werden er echter nog drie nieuwe specials van The Rugrats uitgebracht tussen 1995 en 1996. Deze kenden zo een overweldigend succes dat de reeks weer volledig heropleefde in 1997.
Aaahh!!! Real Monsters en Duckman werden beiden stopgezet in 1997, Klasky-Csupo begon met de productie van The Wild Thornberrys voor Nickelodeon. Deze animatiereeks die zijn première kende in 1998, handelde over een meisje dat met dieren kon praten.
Op 23 december 1998, verhuisde de tekenstudio, die toen nog gevestigd was aan Highland Avenue, naar haar huidige stek, in hartje Hollywood aan Sunset Boulevard en Vine Street. Het kostte CEO Terry Thoren uiteindelijk elf maanden onderhandelen om hun intrek te kunnen nemen in de voormalige kantoren van Mercedes-Benz. 
Tussen 1990 en 2000 startte Klasky-Csupo verscheidene nieuwe producties op: Rocket Power, As Told by Ginger, Santo Bugito en Stressed Eric.
In 2001, werd ter gelegenheid van de tiende verjaardag van The Rugrats, een tweedelige special uitgebracht All Growed Up. Hierin kreeg men de bekende baby's te zien als opgroeiende tieners. Wegens groot succes volgde er later nog een volwaardige televisiereeks uit voort getiteld All Grown Up!. De première hiervan was in 2003 en liep tot 2008.
De productiemaatschappij was naast het realiseren van animatiefilms ook actief in de muziekindustrie; onder de platenlabels Tone Casualties en Casual Tonalities. Gabor Csupo was goed bevriend met Frank Zappa en werkte bij gelegenheid ook samen met Mark Mothersbaugh, die het grootste deel van de muziek van The Rugrats voor zijn rekening nam.
Klasky-Csupo produceerde ook een hele reeks reclamespots voor het hamburgerrestaurant McDonald's; The Wacky Adventures of Ronald McDonald.

## Klasky Csupo-producties

### Televisieseries
| Titel                                   | Originele uitzending | Bedenker(s) | Geproduceerd door                            |
| --------------------------------------- | -------------------- | --- | -------------------------------------------- |
| The Simpsons                            | 1987-1993            | Bedacht door Matt Groening (Arlene Klasky en Gábor Csupó uncredited) . Originele korte filmpjes en eerste 61 afleveringen. | Film Roman, Gracie Films en 20th Century Fox |
| Rugrats                                 | 1991-2004            | Bedacht door Arlene Klasky, Gábor Csupó en Paul Germain.                                                                   | Nickelodeon                                  |
| Aaahh!!! Real Monsters                  | 1994-1998            | Bedacht door Gábor Csupó en Peter Gaffney.                                                                                 | Nickelodeon                                  |
| Duckman                                 | 1994-1997            | Bedacht door Everett Peck.                                                                                                 | Paramount                                    |
| Santo Bugito                            | 1995-1996            | Ontwikkeld door Arlene Klasky en Gábor Csupó.                                                                              | Klasky Csupo                                 |
| The Wacky Adventures of Ronald McDonald | 1998-2003            | Direct-naar-video | Klasky Csupo                                 |
| The Wild Thornberrys                    | 1998-2004            | Bedacht door Arlene Klasky, Gábor Csupó, Steve Peppon, David Silverman en Stephen Sustaric.                                | Nickelodeon                                  |
| Stressed Eric                           | 1998-2000            | Ontwikkeld door Absolutely Productions. Alleen eerste seizoen                                                              | Absolutely Productions                       |
| Rocket Power                            | 1999-2004            | Bedacht door Arlene Klasky en Gábor Csupó                                                                                  | Nickelodeon                                  |
| What's Inside Heidi's Head?             | 1999                 | Bedacht door Nancye Ferguson en Mark Mothersbaugh. Eerste live-action serie.                                               | Nickelodeon                                  |
| As Told by Ginger                       | 2000-2006            | Bedacht door Arlene Klasky, Gábor Csupó and Emily Kapnek.                                                                  | Nickelodeon                                  |
| All Grown Up!                           | 2003-2008            | Bedacht door Arlene Klasky and Gábor Csupó. Spin-off van Rugrats.                                                          | Nickelodeon                                  |
| Angelica and Susie's Pre-School Daze    | 2005                 | Bedacht door Arlene Klasky and Gábor Csupó. Spin-off van Rugrats. Direct-naar-DVD                                          | Nickelodeon                                  |

### Films
| Titel                       | Premièredatum     | Regisseur(s)                                       |
| --------------------------- | ----------------- | -------------------------------------------------- |
| The Rugrats Movie           | 20 november, 1998 | Geregisseerd door Igor Kovalyov and Norton Virgien |
| Rugrats in Paris: The Movie | 17 november, 2000 | Geregisseerd door Stig Bergqvist and Paul Demeyer  |
| The Wild Thornberrys Movie  | 20 december, 2002 | Geregisseerd door Cathy Malkasian en Jeff McGrath  |
| Rugrats Go Wild!            | 13 juni, 2003     | Geregisseerd door John Eng and Norton Virgien      |